# Sama central
Le sama central est une langue austronésienne parlée dans le Sud des Philippines. La langue appartient à la branche malayo-polynésienne des langues austronésiennes.

## Répartition géographique
Le sama central est parlé aux Philippines, dans l'archipel de Sulu, où l'on trouve aussi d'autres langues sama, le balangingi sama, le sama méridional ou le yakan.

## Classification
Le sama central est classé par Adelaar dans les langues sama-bajaw, un des groupes du malayo-polynésien occidental. 

## Sources
- (en) Adelaar, Alexander, The Austronesian Languages of Asia and Madagascar: A Historical Perspective, The Austronesian Languages of Asia and Madagascar, pp. 1-42, Routledge Language Family Series, Londres, Routledge, 2005,  (ISBN 0-7007-1286-0)
- (en) Akamine, Jun, Sama (Bajau), The Austronesian Languages of Asia and Madagascar, pp. 377-396, Routledge Language Family Series, Londres, Routledge, 2005,  (ISBN 0-7007-1286-0)